# Municipio de Chankom
Chankom es uno de los 106 municipios que constituyen el estado mexicano de Yucatán. Se encuentra localizado al centro sur del estado y aproximadamente a 123 kilómetros al este de la ciudad de Mérida. Cuenta con una extensión territorial de 137.9 km². Según el II Conteo de Población y Vivienda de 2005, el municipio tiene 4,340 habitantes, de los cuales 2,205 son hombres y 2,135 son mujeres. Su nombre se interpreta como "Pequeña Hoya o Barranco".

## Descripción geográfica

### Ubicación
Chankom se localiza al este del estado entre las coordenadas geográficas 20° 80′ y 20° 39′ de latitud norte, y 88° 28′ y 88° 38′ de longitud oeste; a una altitud promedio de 27 metros sobre el nivel del mar.
El municipio colinda al norte con los municipios de Tinum; al sur con Chikindzonot; al este con Kaua y Tekom y al oeste con Yaxcabá.

### Orografía e hidrografía
En general posee una orografía plana, no posee zonas accidentadas de relevancia; sus suelos se componen de rocas escarpadas, su uso es ganadero, forestal y agrícola. El municipio pertenece a la región hidrológica Yucatán Norte. Sus recursos hidrológicos son proporcionados principalmente por corrientes subterráneas; las cuales son muy comunes en el estado; se registran 22 cenotes en el municipio, los más importantes son: Nicte-há, Kochila,
Chankom, Muchucuxca y Santa María.

### Clima
Su principal clima es el cálido subhúmedo; con lluvias en verano y sin cambio térmico invernal bien definido. La temperatura media anual es de 26.2°C, la máxima se registra en el mes de mayo y la mínima se registra en enero. El régimen de lluvias se registra entre los meses de mayo y julio, contando con una precipitación media de 35.8 milímetros.

## Cultura

### Sitios de interés
- Monumento arqueológico Ticimul.
- Monumento arqueológico Xcocail.
- Monumento arqueológico Cosil.
- Monumento arqueológico Kochilá.

### Fiestas
Fiestas civiles
- Aniversario de la Independencia de México: 16 de septiembre.
- Aniversario de la Revolución mexicana: El 20 de noviembre.

Fiestas religiosas
- fiesta tradicional xcopteil en honor a SAN JOSÉ: 15 al 21 de marzo
- Semana Santa: Jueves y Viernes Santo.
- Día de la Santa Cruz: 3 de mayo.
- Fiesta en honor de la Virgen de Guadalupe: 12 de diciembre.
- Día de Muertos: 2 de noviembre.
- Fiesta en honor de San Diego: del 9 al 13 de noviembre.

## Gobierno
Su forma de gobierno es democrática y depende del gobierno estatal y federal; se realizan elecciones cada 3 años, en donde se elige al presidente municipal y su gabinete. 
El municipio cuenta con 19 localidades, las cuales dependen directamente de la cabecera del municipio, las más importantes son:  Chankom (cabecera municipal), Nicte-Há, Pambá, San Isidro, Ticimul, Tzukmuc, Xanlá, X-Bohom, Xkalakdzonot, X-Cocail, Xkopteil, Xkatún, Xtohil, Checmil, San Juan Xkalakdzonot y X-Kopchén.